# Drasteria fumosa
Drasteria fumosa (tên tiếng Anh: Smoky Arches) là một loài bướm đêm thuộc họ Erebidae. Nó được tìm thấy ở California phía đông đến Utah và Texas.
Sải cánh dài 34–43 mm. Con trưởng thành bay vào summer.